# V407 Cygni
V407 Cygni (zkráceně V 407 Cyg) je symbiotická proměnná hvězda, tedy interagující dvojhvězda s dlouhou periodou v souhvězdí Labutě. Byla poprvé zaznamenána v roce 1936.

## Popis systému
V407 Cygni tvoří chladný červený obr spektrální třídy M6III a horká složka, kterou je s největší pravděpodobností bílý trpaslík. Obří hvězda má silný hvězdný vítr a horká složka od ní přijímá materiál, což může vést k novám – periodickým termonukleárním explozím. Systém se nachází přibližně 9 000 světelných let (2 750 pc) od Země.

## Výbuch novy v roce 2010
Obří hvězda v systému V407 Cygni produkuje silný hvězdný vítr, ze kterého bílý trpaslík přijímá materiál. Tím může periodicky dojít k termonukleárním explozím (novám). V březnu 2010 nastal výrazný výbuch (tzv. symbiotická nova), který jako první zaznamenali japonští astronomové.
Detekce gama záření u této symbiotické novy byla mimořádná, neboť šlo o první případ, kdy se při podobném výbuchu novy podařilo spolehlivě zaznamenat emise gama paprsků. Gama paprsky byly zachyceny například teleskopem LAT na palubě družice Fermi. Prudký výron materiálu při výbuchu narazil na hustý hvězdný vítr, čímž vzniklo silné záření v širokém spektru: optickém, rentgenovém, ultrafialovém i rádiovém. Aktivitu v rentgenovém pásmu sledovaly například kosmické observatoře Swift a Chandra.

## Fyzikální charakteristiky
- Chladná složka: červený obr (M6III)
- Horká složka: Bílý trpaslík (spektrální třída typu horké B) nebo subtrpaslík
- Mechanismus: Akrece hmoty, termonukleární exploze (nova)
- Vzdálenost: ~9 000 ly (~2 750 pc)

## Význam pro astrofyziku
Studium systému V407 Cygni poskytuje důležitý vhled do fyziky symbiotických hvězdných systémů. Detekce gama záření otevřela nové možnosti pro zkoumání mechanismů, jež vedou k urychlování částic v hmotných výronech a k vzájemným interakcím s hvězdným větrem červeného obra. Tato pozorování rovněž přinesla cenná data pro pochopení vývoje dvou extrémně rozdílných složek: chladného obra a horkého trpaslíka.